# Alytus (stad)
Alytus is een stad in het zuiden van Litouwen en hoofdstad van het gelijknamige district. De stad telt 54.431 (2016) inwoners en is het historische centrum van de regio Dzūkija.
De stad werd voor het eerst genoemd in 1377 in de werken van Vygandas Marburgietis. Op 15 juni 1581 kreeg het stadsrechten naar Maagdenburgs recht.
Door historische gebeurtenissen werd de stad gesplitst in twee delen: Alytus I en II. De oostkant van de stad was onderdeel van het Russische Keizerrijk, de westkant viel onder Pruisen. Napoleon overwon beide stadsdelen, maar het verschil in bestuurlijke onderverdeling duurde tot 1863.
Heden ten dage is er nog steeds een onderverdeling. Het kleinste gedeelte van de stad heet Alytus I en het lommerrijke en industrieel ontwikkelde grotere deel heet Alytus II.

## Geschiedenis

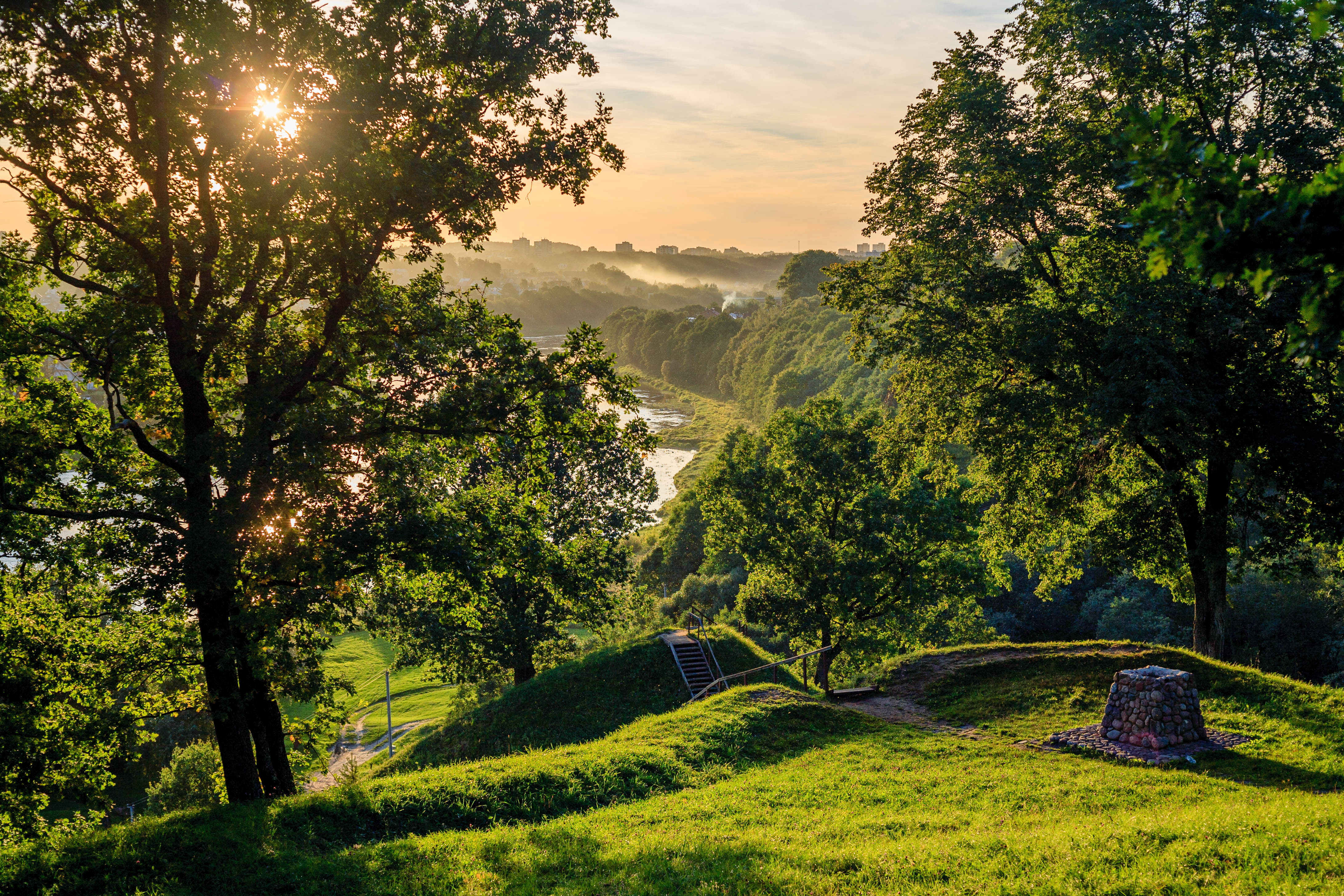
Locatie waar het houten kasteel stond

Bepaalde stadsdelen van Alytus waren reeds bewoond in het neolithicum. In de middeleeuwen was de regio bewoond door de Jatvingen en andere Litouwse stammen. Alytus lag op de grens tussen de gebieden van twee stammen.  Er was een culturele assimilatie tussen de twee volkeren. Ter hoogte waar de Alytupis in de   Memel vloeit was er sprake van een houten kasteel in het jaar 1377. De naam Alytus werd in 1377 voor het eerst vermeld en hiermee is de stad een van de oudste steden van Litouwen. 
Recente opgravingen (2010) toonden aan dat er reeds een historisch centrum was in het huidige centrum van de stad dat dateert uit de 14e eeuw. Men ontdekte de restanten van het gemeentehuis en de kerk. 
Na de slag bij Grunwald in 1410 ontwikkelde de stad zich op de rechteroever van de Memel.  In 1466 was er sprake van een nederzetting aan de linkeroever die Alytus II werd genoemd. In 1524 werd daar een parochie gesticht en een kerk gebouwd. 
Op 15 juni 1581 verleende de grootvorst van Litouwen Stefanus Báthory Alytus stadsrechten.
Tijdens de oorlogen met Rusland en Zweden in de zeventiende eeuw was de stad meerdere keren het slagveld. Ze verloor een groot deel van haar bevolking.
In 1795 werd de stad verdeeld : Het oostelijke deel (Alytus I) ging naar het Russische rijk en het westelijk deel (Alytus II) naar het koninkrijk Pruisen. Deze splitsing hield stand tot in 1915. Alytus II behoorde vanaf 1807 tot het hertogdom Warschau en na het congres van Wenen in 1815 tot het koninkrijk Polen. In 1915 werden Alytus I en II samengevoegd tot een administratief geheel onder het Duitse militaire bewind. 
Op het einde van de Eerste Wereldoorlog werd het gebied betwist door het nieuwe onafhankelijke Polen en Litouwen. De Duitsers trokken zich begin 1919 terug en dit leidde tot schermutselingen. Op 12 februari 1919 werd een heftige strijd gevoerd in de stad tussen Litouwse troepen en de Russische bolsjewieken. Sindsdien behoorde de stad tot de republiek Litouwen. 
Tijdens het interbellum groeide Alytus. Er was in Alytus een kazerne van het Litouwse leger. Het stadsbestuur bouwde de stad verder uit, er werden diverse scholen gesticht en de industrie bestond hoofdzakelijk uit de verwerking van landbouwproducten.
Tijdens de Poolse invasie door nazi-Duitsland werd er een groot krijgsgevangenkamp ingericht in de stad.  Tijdens de Duitse bezetting werd het kamp omgebouwd tot gevangenenkamp voor Russische soldaten. In het nabijgelegen woud van Vidzgiris werden ongeveer 60.000 Litouwse Joden vermoord door de nazi’s.
Op 22 juni 1941 werden beide stadsdelen gebombardeerd door de Duitse luchtmacht. In juli 1944 begon de tweede Sovjetbezetting van de stad. Deze duurde tot in 1990. 
Na de val van het communisme werden de meeste bedrijven geprivatiseerd. Ten gevolge van de economische crisis gingen vele bedrijven failliet.  Net zoals alle steden in Litouwen kende de stad een forse terugval van zijn bevolkingsaantal.  De stad telde in 1989 nog 73.015 inwoners, op 1 januari 2016 waren dit er nog 54.431 of ruim 25 % minder.

## Sport
Telšiai is bekend vanwege zijn voetbalclub DFK Dainava.

### Stadions
- Alytaus centrinis stadionas;
- Alytaus dirbtinės dangos aikštė;

## Geboren
- Aivaras Baranauskas (6 april 1980), wielrenner
- Vytautas Andriuškevičius (8 oktober 1990), voetballer